# Sher Bahadur Deuba
Sher Bahadur Deuba (tiếng Nepal: शेरबहादुर देउवा, phát âmⓘ; sinh ngày 13 tháng 6 năm 1946) là một chính trị gia người Nepal, đương kim Thủ tướng Nepal, chức vụ ông đảm trách kể từ ngày 13 tháng 7 năm 2021.
Deuba trước đây đã làm Thủ tướng của Nepal trong 4 nhiệm kỳ; từ 1995 đến 1997, 2001 đến 2002, 2004 đến 2005 và 2017 đến 2018. Ông là nghị sĩ Quốc hội đại diện cho Dadeldhura 1 từ năm 1991. Ông cũng là chủ tịch hiện tại của đảng Quốc đại Nepal, giữ vị trí này này vào năm 2016.

## Tiểu sử
Deuba sinh ngày 13 tháng 6 năm 1946 tại Ashigram, một ngôi làng hẻo lánh ở huyện Dadeldhura của viễn tây Nepal (ngày nay khu tự quản nông thôn Ganyapdhura).
Deuba đã học tiểu học của mình ở đó và học trung học ở Doti. Deuba hoàn thành chương trình cao đẳng tại trường Cao đẳng Tri-Chandra, và ông đăng ký vào Trường Kinh tế Luân Đôn ở Luân Đôn. Năm 1991, ông được bầu vào Hạ viện và giữ chức Bộ trưởng Bộ Nội vụ trong nội các do Girija Prasad Koirala lãnh đạo. Nội các này đã bị giải thể, và Deuba trở thành thủ tướng sau khi Manmohan Adhikari cố gắng giải tán quốc hội một lần nữa vào năm 1995. Trong nhiệm kỳ đầu tiên của mình, ông đã ký hiệp ước Mahakali với Chính phủ Ấn Độ. Nhiệm kỳ thủ tướng thứ hai của Deuba bắt đầu vào tháng 7 năm 2001 sau khi Girija Prasad Koirala từ chức ngay sau vụ thảm sát hoàng gia Nepal. Nhiệm kỳ thứ hai của ông chứng kiến sự trỗi dậy của những người theo chủ nghĩa Mao và sau đó ông đã ban bố tình trạng khẩn cấp, đồng thời xem Đảng Cộng sản Nepal (chủ nghĩa Mao) là một "tổ chức khủng bố". Vào tháng 10 năm 2002, vua Gyanendra cách chức ông và nội các của ông với lý do năng lực kém. Cùng năm, ông tách ra thành lập đảng mới, Quốc đại Nepal (Dân chủ), sau khi bị đảng Quốc đại Nepal khai trừ. Sau đó, ông được vua Gyanendra bổ nhiệm làm thủ tướng vào ngày 4 tháng 6 năm 2004, tuy nhiên, ông bị bắt vì tội tham nhũng sau cuộc đảo chính năm 2005, và ông được trả tự do vào ngày 13 tháng 2 năm 2006.